# Gana nos Jogos Olímpicos de Verão de 1960
Gana competiu nos Jogos Olímpicos de Verão de 1960 em Roma, Itália, pela primeira vez como país independente. Anteriormente, a Costa do Ouro competiu nos Jogos Olímpicos de Verão de 1952.

## Medalhistas
Gana ganhou sua primeira medalha olímpica nesses jogos.
| Medalha          | Nome            | Esporte | Evento                            |
| ---------------- | --------------- | ------- | --------------------------------- |
| Medalha de prata | Clement Quartey | Boxe    | Peso Meio-Médio ligeiro (63.5 kg) |

## Resultados por Evento

### Atletismo
100m masculino
- Gustav Ntiforo
  - Primeira Eliminatória — 11.0 s (→ 4º na bateria, não avançou)

200m masculino
- Michael F. Okantey
  - Primeira Eliminatória — 21.8 s (→ 3º na bateria, não avançou)

400m masculino
- John Asare Antwi
  - Primeira Eliminatória — 47.7 s (→ 5º na bateria, não avançou)

800m masculino
- Frederick Owusu
  - Primeira Eliminatória — 1:55.2 s (→ 5º na bateria, não avançou)

Revezamento 4x400m masculino
- William Quaye, James Aryee Addy, Frederick Owusu, John Asare Antwi
  - Primeira Eliminatória — 3:10.5 min (→ 2º na bateria, avançou às semifinais)
  - Semifinais — 3.:10.9 min (→ 5º na bateria, não avançou)

Salto em altura masculino
- Robert Kotei
  - Classificatória — 200 cm (→ avançou à final)
  - Final — 203 cm (→ 10º lugar)

### Boxe
Peso Mosca
- Isaac Aryee
  - Primeira rodada — bye
  - Segunda rodada — Perdeu para Kiyoshi Tanabe (JPN) 0:5

Peso Pena
- Joshua Williams
  - Primeira rodada — Perdeu para Constantin Gheorghiu (ROM) 1:4

Peso Leve
- Eddie Blay
  - Primeira rodada — bye
  - Segunda rodada — Derrotou Gualberto Gutierrez (URU) 4:1
  - Terceira rodada — Perdeu para Richard McTaggart (GBR) 0:5

Peso Meio-médio ligeiro
- Clement Quartey
  - Primeira rodada — bye
  - Segunda rodada — Derrotou Mohamed Boubekeur (MOR) 5:0
  - Terceira rodada — Derrotou Khalid Karkhi (IRQ) 5:0
  - Quartas-de-final — Derrotou Kim Duck Bong (KOR) 3:2
  - Semifinais — Derrotou Marian Kasprzyk (POL) by default
  - Final — Perdeu para Bohumil Němeček (CZE) 0:5

Peso Meio-médio
- Joseph Lartey
  - Primeira rodada — bye
  - Segunda rodada — Derrotou Karl Bergström (SWE) 5:0
  - Terceira rodada — Perdeu para Yuri Radonyak (SOV) KO-2

Peso Médio-ligeiro
- Alhassan Brimah
  - Primeira rodada — bye
  - Segunda rodada — Perdeu para Boris Lagutin (SOV) KO-1